# Обслуговування номерів
Обслуговування номерів (англ. Room Service) — американська кінокомедія Вільяма А. Сайтера 1938 року з братами Маркс в головній ролі.

## Сюжет
Без гроша в кишені, театральний режисер повинен перехитрити метрдотелю, що намагається виселити його зі своєї кімнати, до того ж йому потрібно знайти продюсера для своєї нової п'єси.

## У ролях
- Брати Маркс:
  - Граучо Маркс — Гордон Міллер
  - Чіко Маркс — Гаррі Бінелі
  - Гарпо Маркс — Факер Енглунд
- Люсіль Болл — Крістіна Марлоу
- Енн Міллер — Хільда Менні
- Френк Альбертсон — Лео Девіс
- Кліфф Данстен — Джозеф Гріббл
- Дональд МакБрайд — Грегор Вагнер
- Філіп Лоб — Тімоті Хогарт
- Філіп Вуд — Саймон Дженкінс